# Alexandre Feltz
Alexandre Feltz est médecin généraliste et adjoint au maire de la ville de Strasbourg, chargé de la santé, né le 24 juillet 1963 à Metz. 
Dans son parcours de médecin, il a milité pour réduire les inégalités d'accès à la santé et œuvré à la prise en charge de personnes socialement fragilisées. Sur le plan politique, il a intégré le conseil municipal de Strasbourg en 2008, en tant que représentant de la société civile. Depuis 2014, il est adjoint chargé de la santé et notamment concepteur du dispositif de sport santé sur ordonnance,, repris dans de nombreuses villes en France et en Belgique et au Canada. En 2019, il adhère au parti politique Place Publique.

## Biographie
Alexandre Feltz est né le 24 juillet 1963 à Metz (Moselle), de parents d'origine mosellane. En 1917, son grand-père maternel est venu d'Algérie, sans jamais y retourner. Il a servi comme tirailleur algérien pour renforcer l'Armée française, lors de la Première Guerre mondiale.
Un de ses ancêtres du côté paternel fut médecin à Lorquin, où une rue porte son nom. Une branche de la famille a été viticultrice à Gueberschwihr (Haut-Rhin) ; domaine exploité depuis 1934 par la famille Schueller.
Il est le frère de l’acteur Christophe Feltz, directeur du Théâtre Lumière à Strasbourg.
Alexandre Feltz a grandi à Souffelweyersheim, où il a pratiqué le basket, comme joueur du club local, le BCS, où il exerça en parallèle comme entraîneur et arbitre.  

## Scolarité, vie professionnelle et militante
Alexandre Feltz est titulaire d'un doctorat en médecine. De 1986 à 1987, lors de son externat, il a été stagiaire au service de consultations psychothérapiques du professeur Lucien Israël. Il est établi comme médecin généraliste à Strasbourg depuis 1993. Il a progressivement adopté le vélo comme mode de déplacement quotidien, jusqu'à renoncer à sa voiture.

### Activités et engagements professionnels
Titulaire du certificat universitaire sur le VIH en 1994, Alexandre Feltz est médecin expert pour AIDES et salarié au centre de dépistage du Sida des Hôpitaux Universitaires de Strasbourg. Il est aussi membre de la coordination nationale des réseaux VIH-Sida (de 1995 à 1998). Localement, depuis 1995, il est  membre fondateur et ancien président du réseau de santé concernant le VIH, l'Hépatite C, les addictions, Action Sida-Ville. De 1996 à 1998, il est  médecin coordinateur du dispositif Appartement-thérapeutique (ACT), pour les personnes atteintes du sida. De 1998 à 2003, il est membre d'une EMIPS (équipe mobile d'information et de prévention du sida), consistant à être présent sur les lieux de pratiques sexuelles à risque, pour un dialogue de prévention de proximité.          
De 1995 à 2007, il est médecin ressource pour la mise en place de citoyens-relais autour du sida et des addictions dans le quartier de Koenigshoffen, par la technique du théâtre forum.       
Formé en addictologie, il est le premier médecin généraliste à expérimenter, en 1999, une microstructure permettant de réunir, au sein même de son cabinet, l'intervention coordonnée entre un médecin addictologue, un psychologue et un travailleur social, voire un psychiatre. 
Il est médecin bénévole à Médecins du Monde (mission France) pour les soins aux patients exclus des systèmes de soins. Dans le cadre de la mission sida-toxicomanie de Médecins du Monde, il contribue, en 1993, à la mise en place d'un programme d'échange de seringues.    
De 1993 à 1997, il est médecin consultant à la DDASS du Bas-Rhin auprès de jeunes en difficulté, en formation, en exclusion, auprès de jeunes travailleurs, avec une expérience d'insertion par le théâtre avec Armand Gatti. Il a aussi été, durant une dizaine d'années, médecin agréé pour l'accès à des titres de séjour « des personnes étrangères-malades ».
Alexandre Feltz est directeur des micro-structures d'Alsace de 2004 à 2007. Depuis 2003, les microstructures d'Alsace sont fédérées en réseau, RMS (réseau des microstructures), sous l'égide de l'association Ithaque, centre de soins, d'accompagnement et de prévention en addictologie (CSAPA). 
En 2012, il conçoit le dispositif « sport santé sur ordonnance ». Depuis cette date, il prescrit à ses patients, malades chroniques ou fragilisés, des ordonnances de sport-santé, à l'instar de tous les médecins généralistes de Strasbourg ,.
Depuis 2004, il participe à un groupe d’analyse de pratique entre pairs, médecins généralistes.

### Enseignement
Maître de stage des universités, Alexandre Feltz accueille et forme des étudiants en médecine générale. Il est aussi chargé d'enseignement à la faculté de médecine de Strasbourg.    
Il a été président du collège régional des généralistes enseignants d'Alsace, de 2014 à 2017.      
Entre 1995 et 2007, il est intervenu dans la formation de professionnels : médecins, infirmiers, pharmaciens, policiers municipaux et ruraux, éducateurs de jeunes enfants, auxiliaires de puériculture, médiateurs sociaux, assistantes maternelles, bénévoles de la Croix Rouge, d'AIDES, écoutants de Sida info service, hépatite info service, drogue info service, auprès de parents de collégiens et lycéens...sur les questions de santé, notamment relatives au Sida et aux addictions.

### Engagement syndical
Alexandre Feltz est adhérent du premier syndicat français des médecins généralistes (MG France) et président de la section MG France d'Alsace, depuis 2006. Il est chargé de mission nationale à MG France, pour le sport-santé et les inégalités sociales de santé. Il fut élu à l'union régionale des médecins libéraux d'Alsace, de 2006 à 2015 (désormais URPSML : union régionale des professionnels de santé- médecins libéraux Grand Est).

## Engagement et vie politique
Alexandre Feltz s'est lancé en politique en 2008, répondant à l'appel de Roland Ries, invitant des personnes issues de la société civile à rejoindre la liste parti socialiste qu'il menait.

### Premier mandat de mars 2008 à mars 2014
Représentant de la société civile, il siège au conseil municipal de Strasbourg, au sein du groupe des élus socialistes et républicains (réunion de membres du parti socialiste et de personnes non encartées, représentants de la société civile) et comme vice-président de la Communauté urbaine de Strasbourg (devenue Eurométropole de Strasbourg, le 1er janvier 2015). Il est nommé conseiller municipal délégué à la santé de la Ville de Strasbourg en 2010.

### Deuxième mandat de mars 2014 à juin 2020
Depuis 2014, Alexandre Feltz est adjoint au maire de Strasbourg chargé de la santé publique et environnementale, de même que conseiller de l'Eurométropole de Strasbourg.
En 2017, la majorité en place au conseil municipal (PS, société civile et EELV) éclate, lorsqu'une partie des élus, jusque-là adhérents au Parti socialiste ou représentants de la société civile, adhère à La République en marche. Alexandre Feltz, toujours société civile, intègre pour quelques mois le groupe la Coopérative.   
Il adhère à Place Publique, début 2019.
Fin juin 2019, il rejoint le mouvement pour une liste « Strasbourg écolo et citoyenne », en vue des élections municipales 2020.

### Troisième mandat de juillet 2020 à ce jour
Alexandre Feltz est désigné adjoint à la santé par la nouvelle maire de Strasbourg, Jeanne Barseghian.

### Principales actions et réalisations politiques
À partir de 2010, il promeut la création de Maisons urbaines de santé, dans des quartiers populaires : Neuhof, Cité de l'Ill, Hautepierre et Port du Rhin,.
En 2011, il met en place la Maison des adolescents de Strasbourg,, sous forme de  Groupement d'intérêt public, et en devient le Président.
En 2012, il est l'initiateur du  « sport santé sur ordonnance », permettant à des personnes atteintes de maladies chroniques ou à des personnes âgées fragilisées de pratiquer une activité physique adaptée à leur état de santé. Grâce à l’ordonnance, établie par leur médecin traitant, les patients peuvent rencontrer un intervenant spécialisé en activités physique, qui évalue leurs capacités physiques et leurs goûts. Un programme d'activités physique est alors mis en pied. La première année est gratuite. Les deux années suivantes sont payantes, selon un tarif solidaire et proportionnel aux revenus. 
Il a inspiré et soutenu nombre de villes françaises dans la mise en place de dispositifs de sport-santé. Depuis 2015, il coordonne le groupe de travail national des Villes sport-santé du réseau français des villes-santé de l'OMS (Organisation Mondiale de la Santé).  
Depuis 2015, il organise à Strasbourg les Assises Européennes du Sport santé sur ordonnance. 
L'expérience de Strasbourg a soutenu l'amendement, déposé par Valérie Fourneyron, ancienne ministre des Sports sous François Hollande, dans la Loi de modernisation du système de santé de Marisol Touraine. L'expérience de Sport santé de Strasbourg est citée en exemple dans l'exposé sommaire de l'article 35 de cette Loi, adoptée le 17 décembre 2015 et instaurant le Sport-santé sur Ordonnance. La prescription de sport santé est désormais possible dans toute la France.   
Alexandre Feltz est également expert auprès de l'HAS (Haute autorité de santé), pour la réalisation d'un guide sur la prescription médicale d'activité physique et sportive pour la santé, paru en septembre 2018.   
Le modèle strasbourgeois connaît une notoriété au-delà des frontières hexagonales, notamment en Belgique,.
En avril 2015, il réalise des parcours santé-urbain de plusieurs kilomètres dans Strasbourg, jalonnés d’agrès en accès libre, dénommés Vitaboucle
En 2015, il crée le réseau municipal PRECOSS, destiné à prendre en charge les enfants de 3 à 18 ans, par une équipe pluridisciplinaire : infirmier, nutritionniste, éducateur sportif et psychologue. Plus de 500 familles ont été accompagnées par ce dispositif. Près de 80% des enfants ont vu leur poids stabilisé ou infléchi, en référence aux recommandations de la Haute Autorité de santé (HAS) de 2011.   
En 2016, il défend la réalisation de l'une des deux salles de consommation à moindre risque, avec celle Paris,. En janvier 2020, dix lits-halte-santé complèteront l'accueil d'usagers de drogues à la rue.
En 2018, il obtient du conseil municipal qu’il instaure l'interdiction de fumer dans les parcs publics, « les parcs sans tabac »,,.
En août 2019, en tant que président du conseil local de santé mentale de l'Eurométropole de Strasbourg, il soutient politiquement la mise en place d'un dispositif d'hébergement thérapeutique pour des personnes à la rue, présentant une pathologie psychiatrique, associée à des problèmes d'addiction : « un chez soi d'abord ». Plusieurs villes françaises ont déjà mis en œuvre ce dispositif, d'inspiration canadienne.

## Publications
- Sport Santé sur ordonnance : Manifeste pour le mouvement[47],[48], préface de Michel Cymes, Équateur, 2020, 171 pages.